# Ювілейна монета
Ювілéйна монéта (нім. Jubiläumsmedalle, Jubiläumsmünze), різновид пам'ятної монети, що карбувалась на честь ювілею осіб, одружень, вступу на пост глави держави, заснування міста, створення товариства, громадських організацій, держав, напр. монета НДР номіналом у 5 марок на честь 20-річчя заснування НДР, монета 1 карбованець (1965) на честь перемоги над нацизмом.

## Класифікація
Класифікація монет за матеріалом виготовлення
- Біметалеві монети з дорогоцінних металів
- Біметалеві монети з недорогоцінних металів

Дорогоцінні метали
- золото
- срібло
- Недорогоцінні метали (мідь, нейзильбер, мельхіор, нікель, алюміній)

## Українська ювілейна монета

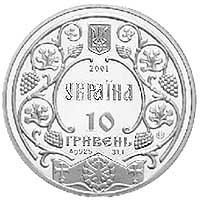
Сучасне Ярославле сребро — аверс

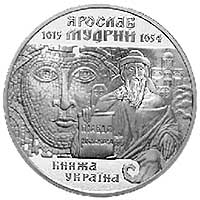
Сучасне Ярославле сребро — реверс

### Класифікація монет за тематикою
Класифікація монет за тематикою згідно з НБУ. Українські ювілейні монети виглядають так:
- Видатні особистості України
- Вищі навчальні заклади України
- Відродження української державності
- Герої козацької доби
- Гетьманські столиці
- Духовні скарби України
- Знаки зодіаку
- Княжа Україна
- Літаки України
- Міста-герої України
- На межі тисячоліть
- Найменша золота монета
- Народні музичні інструменти
- Обрядові свята України
- Пам'ятки давніх культур України
- Пам'ятки архітектури України
- Славетні роди України
- Спорт
- Стародавні міста України
- Східний календар
- Флора і фауна
- 2000-ліття Різдва Христового
- Інші монети